# Cana Verde
Cana Verde is een gemeente in de Braziliaanse deelstaat Minas Gerais. De gemeente telt 5.915 inwoners (schatting 2009).

## Aangrenzende gemeenten
De gemeente grenst aan Boa Esperança, Campo Belo, Nepomuceno, Perdões en Santana do Jacaré.